# SOCOM: U.S. NAVY SEALs
SOCOM: U.S. Navy SEALs（ソーコム ユーエス ネイビーシールズ）は、2002年8月27日にアメリカ合衆国で発売されたジッパーインタラクティブ開発・ソニー・コンピュータエンタテインメント販売のPlayStation 2用サードパーソン・シューティングゲーム。日本では2003年7月24日に発売された。

## 概要
このゲームはPS2のオンラインアダプタを用いたゲームの1つであり、12のオフラインシングルプレイ用のミッションだけでなく、追加料金なしのインターネットを通したプレイもできる。また、USBの付いたヘッドセット（PS2史上、ヘッドセットを使ったゲームはこれが初めてである）をつけることで、オフラインではrecoginition命令を与えることができ、オンラインでは仲間とチャットができる。ソニー・コンピュータエンタテインメントのアメリカ法人によると、2003年11月6日当時、全世界で200万枚を売り上げた。

## ストーリー
2006年11月27日、カフナ、ブーマー、スペクター、ジェスターからなる米海軍特殊部隊ファイアチームは、新たなテロの脅威を無力化するために派遣された。
元スペツナズ工作員で構成される「鉄の同胞団」と名乗る新グループが、武器の購入と輸送の拠点としてはしけ船を使用していた。 
彼らは有名な闇組織ゼミーと取引をしており、両者はアラスカ沖の国際水域でランデブーしている。 チームはテロリストを排除し、情報を収集し、貨物船を沈没させる。
シールズが集めた情報により、SOCOMはアラスカにある同胞団の本部を突き止めることができた。 チームの任務は、その施設を確保し、存在するあらゆる武器庫を破壊し、コラ・ペトレンコ（コードネーム：ピンクッション）というテロリストを拘束することである。
ピンクッションからの情報で、同胞団がアラスカ・ボーフォート海の石油プラットフォームを掌握していることが判明した。 石油労働者のほとんどは殺されたが、何人かはテロリストに捕らえられている。 同胞団はまた、プラットフォームを破壊すると脅しており、それは悲惨な原油流出をもたらすだろう。 シールズはプラットフォームに潜入し、同胞団のリーダー、アレクセイ・ボリソワ（コードネーム：スペクトラム）を含むすべての脅威を無力化するために送り込まれる。

タイでは、スダラック・トンコンという男が率いるリダー・ルージュと名乗る過激派グループが、スリランカの密輸業者から機密かつ非常に貴重な生物学的データを入手していた。 テロリストたちはタイのジャングルの奥深くに潜んでいる。
バイオテロリズムの脅威が自国に迫っていることから、タイ政府は国際的な支援を要請。 カフナのチームは現地に投入され、データを傍受・回収するために川をさかのぼる。島を転々とし、多数の歩哨を無力化した後、チームはいくつかの文書を発見する。 残念なことに、残りのデータは別の場所に移されていた。
リダー・ルージュは、駐タイ米国大使夫妻を人質に取った。 テロリストは身代金を要求し、要求に応じなければ2人を処刑すると脅す。 諜報部は彼らの動きを追跡し、ホーンケンのジャングルにある廃寺で人質の居場所を突き止める。大使夫妻を無事に救出するべく、チームは夜陰に紛れて突入した。
リダー・ルージュは少量の生物製剤を製造することに成功した。 彼らの計画は、その薬剤を使ってタイ政府を不安定化させることだ。 シールズは別の廃寺の襲撃を命じられる。 そこでチームは、コードネーム "バッド・ドッグ "ことトンコンを捕獲または殺害し、生物製剤を確保する。 リーダーを失ったリダー・ルージュは壊滅した。

コンゴでは、新たな傭兵組織がジャングルの奥深くに拠点を構えている。 「プリエンプティブ・ストライク（先制攻撃）」と呼ばれる彼らはヨーロッパから人員を募り、武器弾薬を積極的に備蓄している。 この新たな脅威を懸念したコンゴ政府は、米国に援助を要請。 シールズは偵察とグループに関する情報収集のために派遣される。 通信を不能にし、彼らの準備区域で敵の軍需品を破壊した後、チームは残りの傭兵が米海兵隊のパトロール隊を待ち伏せして捕らえたことを突き止める。
海兵隊員たちはベースキャンプに収容され、情報を得るために拷問を受けていた。 シールズは捕虜を救出し、傭兵部隊のリーダー、マグナスを排除することに成功するが、捕虜の海兵隊員の一人が行方不明で、第一次世界大戦中に建設されたドイツの廃壕に移されていることが判明する。 米海軍のF/A-18戦闘機が指定された陣地に向けてミサイルを発射し、彼らは最後の海兵隊員の解放に成功する。

トルクメニスタンとアフガニスタンの国境地帯では、イスラム原理主義の武装勢力「アラー・サディカフ」のメンバーが、闇市場から複数の小型核爆弾を入手していた。 バシム・マチェク（コードネーム：ミスター・ピクルス）という情報提供者は、この地域を移送される核爆弾について調べていたが、その過程で捕まってしまった。
彼は山中の拘置施設に収監されており、情報提供者を救出・護衛するためにシールズが派遣される。 情報提供者は、2つのスーツケース型核兵器が存在することと、その場所を知らせる。 サディカフはアフガニスタン国境に近い砂漠の洞窟にその装置を隠していた。
一刻の猶予もない中、チームは核兵器のある場所へと向かう。 激しい銃撃戦の末、チームは核兵器と洞窟を破壊することに成功する。 しかし、サディカフの冷酷な指導者ムッラー・バヒル・アルカディは洞窟にいなかった。 
彼と弟のイマドは、爆撃で荒れ果てた街に引きこもっていた。 カフナのチームはアルカディ兄弟を見つけ出し、無力化するために再び送り込まれる。

## 登場人物
カフナ（声：/吹き替え：中田譲治）
ブーマー（声：/吹き替え：田中総一郎）
ジェスター（声：/吹き替え：千葉進歩）
スペクター（声：/吹き替え：立木文彦）
HQ（声：/吹き替え：田中敦子）
（声：/吹き替え：MAI）
（声：/吹き替え：堀川仁）

## スタッフ
- 音楽：ジェレミー・ソウル